# Corsoncus fuscipennis
Corsoncus fuscipennis là một loài tò vò trong họ Ichneumonidae.